# Шилова Гора
Шилова Гора (рос. Шилова Гора) — присілок у Волотовському районі Новгородської області Російської Федерації.
Населення становить 50 осіб. Належить до муніципального утворення Славитинське сільське поселення.

## Історія
До 1927 року населений пункт перебував у складі Новгородської губернії. У 1927-1944 роках перебував у складі Ленінградської області.
Орган місцевого самоврядування від 2010 року — Славитинське сільське поселення.

## Населення
| 2010 |
| ---- |
| 50   |